# 岭北镇 (定南县)
岭北镇，是中华人民共和国江西省赣州市定南县下辖的一个乡镇级行政单位。

## 行政区划
岭北镇下辖以下地区：
横江社区、月子村、新阳村、大汶村、含湖村、乐园村、长隆村、大屋村、含水村、玉石村、南丰村、古隆村、天堂村、中湖村、禾草村、龙头村、蔡阳村、迳脑村、大坝村、杨眉村和枧下村。